# Spilosoma athena
Spilosoma athena är en fjärilsart som beskrevs av John Kern Strecker 1899. Spilosoma athena ingår i släktet Spilosoma och familjen björnspinnare. Inga underarter finns listade i Catalogue of Life.